# عبد الوهاب الحميقاني
عبد الوهاب الحميقاني (و. 1972م) في قرية الزاهر بمحافظة البيضاء، هو أمين عام حزب اتحاد الرشاد اليمني ، وعضو مؤتمر الحوار الوطني اليمني. شارك الحميقاني في مؤتمر جنيف بشأن اليمن الذي عقد في يونيو 2015 في صف حكومة الرئيس عبد ربه منصور هادي وحلفائه.

## سيرته
بدأ طلبه للعلم الشرعي وهو في صغره في حلقات ودروس المسجد بمنطقة الزاهر، ثم التحق بجامعة صنعاء - قسم الدراسات الإسلامية، وحضَّر الماجستير في جامعة صنعاء قسم الدراسات العليا، ثم درس ودرّس بجامعة الإيمان فعمل بها معيداً بدرجة الماجستير، وقد نال إجازة في القضاء والفتوى من القاضي محمد بن إسماعيل العمراني  حصل على ماجستير أصول الفقه من جامعة صنعاء، وهو طالب في تحضير الدكتوراه في أصول الفقه وكذلك القانون الدولي، حصل على درجة مستشار تحكيم دولي من الاتحاد الخليجي للتحكيم الدولي، وحصل على دبلوم باحث سياسي ودبلوم ناشط حقوقي من جامعة القاهرة.

## أدوارة
عمل مفتيا وباحثاً شرعياً في وزارة الأوقاف القطرية، وهو عضو مؤسس في منظمة الكرامة الدولية لحقوق الإنسان وعضو مجلس أمنائها ورئيس مكتبها في اليمن، وهو عضو مجلس أمناء «الحملة العالمية لمقاومة العدوان».

## تهمة دعم الإرهاب
في ديسمبر 2013 أعلنت الولايات المتحدة الأمريكية فرض عقوبات على الحميقاني وضم إسمه إلى لائحة «داعمي الإرهاب» متهمة إياه بنصرة تنظيم القاعدة.
وقال الحميقاني ان المعلومات التي تستند إليها واشنطن حصلت عليها من مصادر يمنية في «إطار الخصومة السياسية له»  وإلى أن الاتهام قد يكون لسبب كونه رئيس مكتب منظمة الكرامة الدولية لحقوق الإنسان في اليمن التي قدمت تقريراً حول ضحايا الضربات الجوية الأمريكية بطائرات بدون طيار في اليمن إلى مفوضية الأمم المتحدة لحقوق الإنسان فيجنيف.

### موقف الحكومة اليمنية
رفضت الحكومة اليمنية تسليم الحميقاني لأمريكا وسلمت وزارة الخزانة الأمريكية رسالة استنكار للإتهام، وأكد الرئيس عبد ربه منصور هادي الذي يحضى بدعم أمريكي كبير لإتمام مهام الفترة الانتقالية رفض اليمن تسليم امين عام حزب اتحاد الرشاد عضو مؤتمر الحوار الوطني اليمني الدكتور عبد الوهاب الحميقاني للولايات المتحدة الأمريكية .